# Pueblo yukpa
El pueblo Yukpa es una etnia amerindia que vive en la Serranía de Perijá, a ambos lados de la frontera entre, Colombia y Venezuela y habla un idioma de la rama norte de la familia lingüística Caribe. Los colonos los denominaban motilones 'cabezas rapadas', aunque dicho nombre es ambiguo y fue aplicado también a otros pueblos, como los Barí, de origen chibcha. También se les ha conocido con los nombres de chaqués, macoitas e irokas.
Según Carriage, el étimo de la palabra «yukpa» se compone de tres morfemas: y-kʉ-pa, en donde el prefijo y- ("su") se usa como posesivo en sustantivos íntimos, el morfema kʉ, que indica "macho", y el sufijo -pa, que expresa género más humano.

## Territorio
El antiguo territorio de los Yukpa se extendía desde el valle del río Cesar hasta el lago de Maracaibo. Los suelos de sus tierras fueron reducidos por la colonización y la práctica de la minería industrial, lo que ocasionó durante el siglo XX fenómenos de desnutrición aguda masiva, que provocaron múltiples casos de enanismo, que ya no se presentan al estar recibiendo las comunidades ayuda alimenticia estatal. Sin embargo, el territorio Yukpa sigue amenazado por la explotación de carbón y por la colonización para la siembra de coca y otros cultivos ilegales.
En la actualidad habitan en el estado Zulia (noroccidente de Venezuela) y en el departamento del Cesar (nororiente de Colombia). Están ubicados entre los meridianos 9°40′N 73°00′O / 9.667, -73.000 y 10°35′N 72°30′O / 10.583, -72.500. Por el sur llegan hasta la localidad de Becerril (en Colombia) y hasta el río Tukuko (en Venezuela); por el norte, la población se extiende hasta el río Chiriamo y la población de San José de Oriente en la llamada Serranía de Valledupar (en Colombia), y hasta los afluentes del río Apón (en Venezuela).
En Venezuela, la mayoría de las comunidades se encuentran establecidas en el piedemonte de la Sierra de Perijá, a una altitud de entre los 150 hasta los 1300 m s. n. m. En Colombia, se ubican en las partes más altas de esa serranía, hasta los 1900 m s. n. m.
En Colombia, han sido constituidos los Resguardos Yukpa de Sokorpa ubicado en el municipio de Becerril; Iroka y Menkwe, en el municipio de Agustín Codazzi; El Coso, El Rosario y Caño Padilla, en el municipio de La Paz. En Venezuela, hasta 1993 habían sido entregados 14 títulos de tierra a Yukpa por 36 872 hectáreas. De las 285 mil hectáreas adicionales reivindicadas por los Yukpas fueron demarcadas 41 630 para las comunidades Sirapta, Aroy y Tinacoa y otras 143 610 el 12 de octubre de 2009, en las cuencas de los ríos Tikuko y Yaza. Aun los Yukpa reivindican 100 mil hectáreas que no han sido tituladas y excluir de los títulos las concesiones a las empresas mineras y a los hacendados.
Se estima que la población yukpa de Colombia llega a unas 6000 personas, según datos de DUSAKAWI, que compila información aportada en 2008 por las autoridades propias de cada resguardo; y según las proyecciones del censo del 2001, se calcula el total de la población Yukpa en Venezuela en 10 424 personas.

## Asentamiento
Una familia extensa uxorilocal construye un asentamiento de 2 a 15 casas en un sitio que permita prevenir ataques. Las viviendas son rectangulares de 4 por 3 m y altura de 2,5 m. Las paredes son empalizadas de yarumo, caña brava, bahareque y tablones, el techo de paja u hojas de palmas y el piso de tierra.
El jefe del asentamiento es el kapeta. Hay además un tomaira u organizador de ceremonias o cantos; y un tuano, médico tradicional y chamán. No hay centralización de una autoridad para varios grupos, sino que cada grupo tiene plena independencia. A veces los grupos diferentes son considerados yuko, enemigos o salvajes.
Los establecimientos yukpas estaban conformados por familias extensas, encabezadas por un jefe o cacique, quien se encargaba de tomar decisiones con la aprobación de la comunidad. Alrededor de él se agrupaban varias viviendas habitadas por familias nucleares, cada una con cierta autonomía política.
Sin embargo, como consecuencia de los múltiples contactos con la cultura occidental, estos asentamientos se han vuelto más dispersos y, por lo tanto, más divididos, lo que dificulta la transmisión de los conocimientos ancestrales a los miembros jóvenes de la comunidad.
A pesar de ello, los yukpas han logrado conservar gran parte de su identidad cultural, incluyendo su lengua, su organización social y económica, así como sus creencias religiosas. Todavía se mantienen algunas prácticas comunitarias tradicionales, como la tala y quema de la selva para la siembra.
En Colombia, los yukpa están organizados en los resguardos. Cada resguardo tiene como autoridad propia un cabildo mayor y cada asentamiento comunidad dentro del resguardo está dirigido por un cabildo menor. En Venezuela, están organizados por centros piloto, que son puntos centrales para movilizarse, comerciar y recibir del gobierno los diferentes servicios, como salud, nutrición y educación. Su organización social se rige por caciques o cabildos.

## Economía
Practican la horticultura itinerante; cultivan por el sistema de roza y quema en marzo y abril, en forma escalonada, el primer año maíz asociado con frijol, el segundo yuca, el tercero banano. También siembran caña de azúcar. Esta agricultura de tala y quema sigue siendo su principal actividad de subsistencia, complementada por la caza, la pesca, la recolección y una incipiente ganadería. En las últimas tres décadas se ha extendido por todas las comunidades el cultivo del café, que actualmente comercializan desde su cooperativa en Machiques.
Cazan con flechas de diferentes tamaños; pescan con arpón o anzuelo; recolectan moluscos, insectos y frutas. Los hombres dedican tiempo a fabricar los instrumentos de caza y pesca y se encargan de las labores de alfarería. Las mujeres atienden la siembra y el cuidado del huerto y tejen.
Por otra parte, los yukpa contemporáneos son más conscientes de sus derechos y se mantienen unidos en la defensa de su unidad territorial frente a los proyectos de explotación de carbón en su tierra.

## Matrimonio
Generalmente los matrimonios son arreglados por el suegro. El esposo contrae obligaciones con los suegros. Diferencian a los primos cruzados de los paralelos, pues el matrimonio ideal es entre primos cruzados, pero no puede celebrarse entre primos paralelos. El matrimonio se celebra con una ceremonia ritual, sin la cual los nietos concebidos serían sólo de la mujer.